# Rio Open 2025
Rio Open 2025 — тенісний турнір, що проходив на ґрунтових кортах у місті Ріо-де-Жанейро (Бразилія) з 17 по 23 лютого. Належав до категорії ATP 500.

## Фінальна частина

### Одиночний розряд
Себастьян Баес —  Александр Мюллер (тенісист) 6–2, 6–3

### Парний розряд
Рафаель Матос /  Марсело Мело —  Педро Мартінес /  Хауме Мунар 6–2, 7–5